# Ministrowie kultury, mediów i sportu Wielkiej Brytanii

## Ministrowie dziedzictwa narodowego
| Minister           | Czas urzędowania                    |
| ------------------ | ----------------------------------- |
| David Mellor       | 11 kwietnia 1992 – 22 września 1992 |
| Peter Brooke       | 25 września 1992 – 20 lipca 1994    |
| Stephen Dorrell    | 20 lipca 1994 - 5 lipca 1995        |
| Virginia Bottomley | 5 lipca 1995 – 2 maja 1997          |

## Ministrowie kultury, mediów i sportu
| Minister      | Czas urzędowania                   |
| ------------- | ---------------------------------- |
| Chris Smith   | 3 maja 1997 - 8 czerwca 2001       |
| Tessa Jowell  | 8 czerwca 2001 – 27 czerwca 2007   |
| James Purnell | 28 czerwca 2007 – 24 stycznia 2008 |
| Andy Burnham  | 24 stycznia 2008 - 5 czerwca 2009  |
| Ben Bradshaw  | 5 czerwca 2009 – 11 maja 2010      |

## Ministrowie kultury, igrzysk Olimpijskich, mediów i sportu
| Minister    | Czas urzędowania               |
| ----------- | ------------------------------ |
| Jeremy Hunt | 12 maja 2010 - 4 września 2012 |

## Ministrowie kultury, mediów i sportu
| Minister          | Czas urzędowania                   |
| ----------------- | ---------------------------------- |
| Maria Miller      | 4 września 2012 - 9 kwietnia 2014  |
| Sajid Javid       | 9 kwietnia 2014 – 11 maja 2015     |
| John Whittingdale | 11 maja 2015 –14 lipca 2016        |
| Karen Bradley     | 14 lipca 2016 – 8 stycznia 2018    |
| Matt Hancock      | 8 stycznia 2018 – 8 lipca 2018     |
| Jeremy Wright     | 9 lipca 2018 – 24 lipca 2019       |
| Nicky Morgan      | 24 lipca 2019 – 13 lutego 2020     |
| Oliver Dowden     | 13 lutego 2020 – 15 września 2021  |
| Nadine Dorries    | 15 września 2021 – 6 września 2022 |
| Michelle Donelan  | 6 września 2022 – 7 lutego 2023    |
| Lucy Frazer       | 7 lutego 2023 – 5 lipca 2024       |
| Lisa Nandy        | od 5 lipca 2024                    |